# Lycalopex
Die Gattung Lycalopex (Syn.: Pseudalopex, deutsch „Andenfüchse“) enthält eine Reihe von Caniden, die als „Füchse“ bezeichnet werden und äußerliche Ähnlichkeiten mit ihnen aufweisen. Sie gehört jedoch zur Tribus Echte Hunde, die den Echten Füchsen gegenübergestellt wird.

## Beschreibung
Andenfüchse erreichen eine Kopf-Rumpf-Länge von 53 bis 120 cm. Die Schwanzlänge beträgt 25 bis 50 cm. In der Gattung ist Lycalopex culpaeus die größte und Lycalopex sechurae die kleinste Art. Das Fell ist gewöhnlich dick, mit dichter Unterwolle und langem Deckhaar. Die Oberseite ist generell agouti (wildfarben) grau mit Gelbbraun, die Unterseite ist gewöhnlich blasser. Kopf, Ohren und Nacken sind oft rötlich gefärbt. Der Schwanz ist lang, buschig und an der Spitze schwarz gefärbt. Andenfüchse ähneln kleinen Kojoten, ihr Gebiss ähnelt allerdings mehr dem des Fuchses als dem des Hundes: Die Mahlzähne sind gut entwickelt, die Reißzähne sind relativ kurz.

## Verbreitung
Andenfüchse finden sich in Argentinien, Bolivien, Brasilien, Chile, Ecuador, Paraguay und Peru. Der von der International Union for Conservation of Nature and Natural Resources als „vom Aussterben bedroht“ eingestufte Darwin-Fuchs ist ein Endemit Chiles.

## Lebensweise
Es sind meist nachtaktive Arten, manche Exemplare sind aber gelegentlich auch am Tage aktiv. Lycalopex sind Allesfresser. Neben Nagetieren, Vögeln, Echsen, Fröschen und Insekten fressen sie Früchte und Zuckerrohr. Der Andenschakal scheint mehr carnivor zu sein, zu seiner Beute zählen auch aus Europa eingeführte Schafe und Feldhasen.

## Systematik
Im Rahmen der Vorstellung der Genomsequenz des Haushundes wurde von Lindblad-Toh et al. 2005 eine phylogenetische Analyse der Hunde (Canidae) veröffentlicht. Im Rahmen dieser Darstellung wurde auf der Basis molekularbiologischer Daten der Maikong (Cerdocyon thous) als Schwesterart der Gattung Lycalopex identifiziert. Der ebenfalls in Südamerika beheimatete Kurzohrfuchs (Atelocynus microtis) wurde als Schwesterart dieser Gruppe dargestellt, weitere Arten der Klade sind der Waldhund (Speothos venaticus) und der Mähnenwolf (Chrysocyon brachyurus).
Zu Lycalopex gehören folgende Arten:
- Andenschakal (Lycalopex culpaeus)
- Argentinischer Kampfuchs (Lycalopex griseus)
- Darwin-Fuchs (Lycalopex fulvipes)
- Sechurafuchs (Lycalopex sechurae)
- Pampasfuchs (Lycalopex gymnocercus)
- Brasilianischer Kampfuchs (Lycalopex vetulus)